# Еральдо Чінарі
Еральдо Чінарі (алб. Eraldo Çinari, нар. 11 жовтня 1996, Шкодер) — албанський футболіст, півзахисник, нападник клубу «Партизані».
Виступав, зокрема, за клуб «Влазнія», а також молодіжну збірну Албанії.

## Клубна кар'єра
Еральдо Чінарі народився 11 жовтня 1996 року на півночі Албанії в місті Шкодер. Вихованець місцевої футбольної школи клубу «Влазнія». Дорослу футбольну кар'єру розпочав 2014 року в основній команді того ж клубу, в якій провів чотири сезони, взявши участь у 107 матчах чемпіонату,ставши її основним гравцем.
Виступами за рідну команду він приглянувся іспанським скаутам і в 2018 році з ним підписав контракт баскський клуб «Алавес». Але новачку не вдалося пробитися до основи команди, тож його було віддано в оренду до балканського клубу-партнера — «Істру 1961».
В той же час албанська футбольна легенда — Скендер Ґеґа, очолив одного з лідерів албанського футболу — «Партизані» і реформував команду. Задля підсилення гри в атакуючій ланці, він запросив до команди Еральдо Чінарі, який восени 2018 року перебрався до Тирани і провів там 8 матчів в національному чемпіонаті.

## Виступи за збірні
2014 року Еральдо Чінарі дебютував у складі юнацької збірної Албанії, взяв участь у 2 іграх на юнацькому рівні.
З 2018 року почав залучатися до складу молодіжної збірної Албанії. На молодіжному рівні зіграв у 3 офіційних матчах.

## Статистика виступів

### Статистика клубних виступів
Станом на 30 листопада 2018 року
| Сезон               | Команда             | Чемпіонат           | Чемпіонат | Чемпіонат | Національний кубок | Національний кубок | Національний кубок | Континентальні кубки | Континентальні кубки | Континентальні кубки | Інші змагання | Інші змагання | Інші змагання | Усього | Усього |
| Сезон               | Команда             | Ліга                | Ігор      | Голів     | Ліга               | Ігор               | Голів              | Ліга                 | Ігор                 | Голів                | Ліга          | Ігор          | Голів         | Ігор   | Голів  |
| ------------------- | ------------------- | ------------------- | --------- | --------- | ------------------ | ------------------ | ------------------ | -------------------- | -------------------- | -------------------- | ------------- | ------------- | ------------- | ------ | ------ |
| 2014–15             | «Влазнія»           | СЛ                  | 15        | 2         | КА                 | 2                  | 0                  | -                    | -                    | -                    | -             | -             | -             | 17     | 2      |
| 2015–16             | «Влазнія»           | СЛ                  | 32        | 6         | КА                 | 4                  | 0                  | -                    | -                    | -                    | -             | -             | -             | 36     | 6      |
| 2016–17             | «Влазнія»           | СЛ                  | 27        | 2         | КА                 | 3                  | 2                  | -                    | -                    | -                    | -             | -             | -             | 30     | 4      |
| 2017–18             | «Влазнія»           | СЛ                  | 33        | 6         | КА                 | 3                  | 0                  | -                    | -                    | -                    | -             | -             | -             | 36     | 6      |
| Усього за «Влазнія» | Усього за «Влазнія» | Усього за «Влазнія» | 107       | 16        |                    | 12                 | 2                  |                      | -                    | -                    |               | -             | -             | 119    | 18     |
| 2018–19             | «Партизані»         | СЛ                  | 8         | 0         | КА                 | 2                  | 3                  | ЛЄ                   | -                    | -                    | -             | -             | -             | 10     | 3      |
| Усього за кар'єру   | Усього за кар'єру   | Усього за кар'єру   | 115       | 16        |                    | 14                 | 5                  |                      | -                    | -                    |               | -             | -             | 129    | 21     |

### Статистика виступів за збірну
Станом на 30 листопада 2018 року